# Guilherme de Jumièges

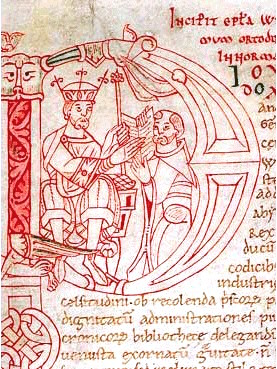
Iluminura de Guilherme de Jumièges em um manuscrito da "Gesta Normannorum Ducum".

Guilherme de Jumièges (em francês:  Guillaume de Jumièges; em latim: Willelmus; em inglês:  William) foi um contemporâneo dos eventos da Conquista normanda da Inglaterra em 1066 e um dos primeiros autores a tratar do tema. De acordo com Orderico Vital (Orderic Vitalis), o apelido de Guilherme era Calculus, mas não se sabe por que. 

## Vida
Quase nada se sabe sobre Guilherme, que é conhecido apenas por uma carta dedicatória a Guilherme, o Conquistador, identificando-se como um monge da Abadia de Jumièges. Como ele menciona também ter testemunhado alguns eventos do reinado de Ricardo III (r. 1026-7), é razoável supor que ele teria nascido por volta do ano 1000. Guilherme provavelmente entrou para o mosteiro durante o primeiro quarto do século XI e foi aluno de Thierry de Mathonville. 
Sua morte, certamente ocorrida depois de 1070, não foi relatada em nenhuma fonte sobrevivente.

## Gesta Normannorum Ducum
Guilherme era um normando e escreve do ponto de vista normando, mas, apesar de ser apenas um monge sem nenhum treinamento militar, escreveu com orgulho sobre as realizações de seu povo. Ele foi o compilador da história conhecido como "Gesta Normannorum Ducum" ("Atos dos Duques da Normadia"), escrita por volta de 1070. A obra foi composta tendo como base a estrutura de uma história mais antiga chamada "De moribus et actis primorum Normannorum ducum", de Dudo de Saint-Quentin, escrita entre c. 996 e ca. 1015, um texto encomendado pelo duque Ricardo I e que foi renovada por seu meio-irmão, conde Rodulfo de Ivry e seu filho, duque Ricardo II (r. 996–1026). A obra de Dudo foi então revisada, abreviada e atualizada por Guilherme de Jumièges na década de 1050 em sua "De moribus", na qual acrescentou o relato sobre o reinado dos duques Ricardo II, Ricardo III, Roberto, o Magnífico (r. 1027-35) e Guilherme II. O trabalho acabou em 1060, mas o próprio Guilherme emendou a obra quando Guilherme, o Conquistador, tornou-se rei da Inglaterra, ampliando o relato até 1070. 
A "Gesta Normannorum Ducum" foi depois ampliada no século pelos monges cronistas Orderico Vital e Roberto de Torigni.